# Edward England

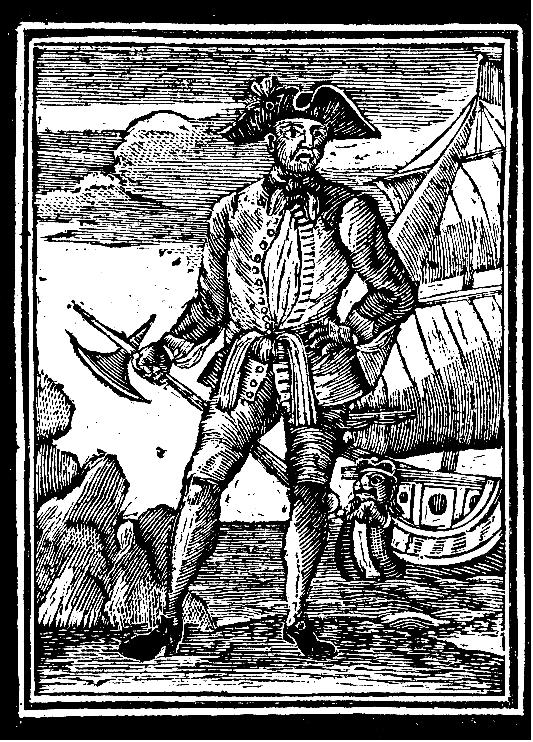
Edward England

Englands Version des Jolly Roger

Edward England (bürgerlicher Name Edward Seegar, * um 1685; † Ende 1720 auf Madagaskar) war ein aus Irland stammender, von 1717 bis 1720 aktiver Pirat. Er war nach Emanuel Wynne der zweite Pirat, der die berühmte skull and crossbones-Flagge hisste, die heute als die klassische Piratenflagge bekannt ist.

## Leben
Englands Karriere als Pirat begann, als das Schiff, auf dem er von Jamaika nach Providence mitfuhr, 1717 vom Piratenkapitän Christopher Winter aufgebracht wurde. Dessen Mannschaft mochte Edward und schon bald wurde ihm das Kommando über eine eigene Schaluppe übertragen. Als im Juli 1718 der neue Gouverneur der Bahamas, Woodes Rogers, eintraf und eine militärische Kampagne gegen die Piraten einleitete, verschärfte sich deren Situation rasch. Mary Read, Anne Bonny, Calico Jack Rackham und andere Piraten wurden gefangen und zumeist hingerichtet. Das Zeitalter der Piraten ging schnell zu Ende.
Edward England setzte sich mit seiner Mannschaft ab und segelte nach Madagaskar, wo er einen neuen Anfang machen wollte. Während der Fahrt erbeutete er die Pearl, die als Royal James sein Hauptschiff wurde.
Nachdem England und sein Maat John Taylor sich einige Wochen auf Madagaskar aufgehalten hatten, stachen sie in Richtung Norden in See. Ein niederländisches Schiff mit 34 Kanonen wurde erbeutet, in Fancy umbenannt und anstelle der Royal James zum neuen Hauptschiff Englands gemacht. Fancy war auch der Name des Schiffes gewesen, mit dem der Pirat Henry Every rund 25 Jahre zuvor seine legendäre Prise gemacht hatte. Nachdem England im August 1720 nach Madagaskar zurückgekehrt war, stellten er und Taylor zwei niederländische Schiffe und ein Schiff der Britischen Ostindien-Kompanie. Taylor verfolgte die niederländischen Schiffe, während England das britische Schiff Cassandra einige Stunden beschoss, bis dessen Kapitän James Macrae es auf Grund laufen ließ und seine Besatzung an Land brachte. Die Beute der Cassandra erbrachte 75.000 Pfund Sterling, der Kampf kostete allerdings rund 90 Besatzungsmitglieder der Fancy das Leben.
Als die Besatzung der Cassandra einige Tage später wieder aus den Wäldern kam, wollte sich Taylor an ihr rächen. Das Mitleid von England gewann jedoch die Oberhand: Er ließ die Männer auf der Fancy davonsegeln. Daraufhin rebellierte Taylor und ließ England und drei andere auf Mauritius aussetzen. Es gelang England, ein Floß zu bauen und damit zur Bucht von Saint Augustin auf Madagaskar zu gelangen. Um zu überleben, musste er dort um Nahrung betteln. England starb hier Ende 1720.